# アト秒
アト秒（アトびょう）は、1×10−18秒に等しい国際単位系(SI)の時間単位である。1×10−18は、100京分の1や1刹那と等しい。比較として1アト秒に対する1秒は、1秒に対する約317億1000万年に相当する。
記号asで書かれることがある。
アト秒は、1000ゼプト秒や1⁄1000フェムト秒に等しい。
アト秒で表されるものには例えば以下のものがある。
- 0.247 アト秒: 「水素分子の平均結合長」を進む光子の移動時間[4]
- 24 アト秒: 時間の原子単位[5]
- 43 アト秒: これまでに作られたレーザ光の最も短いパルス[6]
- 53 アト秒: これまでに作られたレーザ光の2番目に短いパルス[7][8]
- 82 アト秒 (およそ): ベリリウム8の半減期。星において炭素やそれより重い元素を合成するためのトリプルアルファ反応に利用できる最大時間。
- 84 アト秒: 中性パイ粒子のおよその半減期[9]
- 100 アト秒: 分子運動の史上最速の観察[10][11]
- 320 アト秒: 電子が原子間を移動するのにかかる推定時間[12][13]

2023年、物理学者のアンヌ・リュイリエ、ピエール・アゴスティーニ、フェレンツ・クラウスは、物質中の電子ダイナミクスの研究に利用できる光のアト秒パルスを生成した功績により、ノーベル物理学賞を受賞した。彼らの貢献により、アト秒物理学の分野が開かれた。